# Corus Entertainment
Corus Entertainment er et canadisk multinationalt massemedie- og underholdningskonglomeratfirma med hovedkontor ved Corus Quay i Toronto, Ontario. Dannet i 1999 som en spin-off fra Shaw Communications, har den fremtrædende andele i radio-, forlags- og tv-industrien.
| Canada | Spire Denne artikel om et firma eller en virksomhed i Canada er en spire som bør udbygges. Du er velkommen til at hjælpe Wikipedia ved at udvide den. |